# Copa Mundial Femenina de Fútbol de 2027
La Copa Mundial Femenina de la FIFA Brasil 2027™ (en portugués: Copa do Mundo Feminina da FIFA Brasil 2027™)  será la décima edición de la Copa Mundial Femenina de la FIFA, el campeonato internacional de fútbol femenino cuatrienal disputado por las selecciones nacionales de las asociaciones miembro de la FIFA. En el torneo participarán 32 equipos nacionales.

## Elección del país anfitrión
El 23 de marzo de 2023, la FIFA lanzó el proceso de licitación para la Copa Mundial Femenina de la FIFA 2027. Las fechas clave incluyen:
- 21 de abril de 2023: las asociaciones miembro presentarán sus expresiones de interés para albergar la Copa Mundial Femenina de 2027
- 19 de mayo de 2023: las federaciones miembro confirman su interés en presentarse como candidatas para albergar la Copa Mundial Femenina mediante la presentación del acuerdo de candidatura
- Agosto de 2023: taller de candidaturas y programa de observadores durante la Copa Mundial Femenina de 2023
- 8 de diciembre de 2023: las federaciones miembro presentarán sus candidaturas a la FIFA
- Febrero de 2024: la FIFA organizará visitas de inspección in situ a los países candidatos
- Mayo de 2024: Publicación del informe de evaluación de candidaturas de la FIFA
- 2.º trimestre de 2024: Designación de candidaturas por el Consejo de la FIFA
- 17 de mayo de 2024: Designación del anfitrión o coanfritriones de la Copa Mundial Femenina de 2027 por el Congreso de la FIFA en Bangkok, Tailandia.[3]

Cuatro candidaturas fueron confirmadas por la FIFA el 24 de abril de 2023 para haber expresado su interés en albergar la Copa Mundial Femenina de la FIFA 2027:
- Candidaturas oficiales

1. Alemania -  Bélgica -  Países Bajos
2. Brasil

- Candidaturas retiradas

1. Estados Unidos -  México
2. Sudáfrica

El 24 de noviembre del 2023, la Asociación Sudafricana de Fútbol anunció que se retiraba de la carrera para albergar la competición y, en cambio, decidió centrarse en presentar una candidatura para la XI Copa Mundial Femenina de la FIFA 2031 en un futuro.
El 29 de abril del 2024, la Federación de Fútbol de los Estados Unidos y la Federación Mexicana de Fútbol anunciaron que se retiraban de la carrera para albergar el evento deportivo y, en cambio, optaron por centrarse en presentar una candidatura para la XI Copa Mundial Femenina de la FIFA 2031 en un futuro.
| Candidaturas                    | Votos   | Votos |
| Candidaturas                    | Ronda 1 |       |
| ------------------------------- | ------- | ----- |
| Brasil                          | 119     |       |
| Alemania/ Bélgica/ Países Bajos | 78      |       |
| Abstenciones                    | 10      |       |
| Votos totales                   | 207     |       |

| Votación por Federación Nacional       | Votación por Federación Nacional       | Votación por Federación Nacional | Votación por Federación Nacional | Votación por Federación Nacional | Votación por Federación Nacional |
| Confederación                          | País                                   | Voto                             | Voto                             | Voto                             | Ninguna de las candidaturas      |
| Confederación                          | País                                   | Alemania/Bélgica/Países Bajos    | Brasil                           | Abstención                       | Ninguna de las candidaturas      |
| -------------------------------------- | -------------------------------------- | -------------------------------- | -------------------------------- | -------------------------------- | -------------------------------- |
| AFC                                    | Afganistán                             |                                  | Sí                               |                                  |                                  |
| AFC                                    | Arabia Saudita                         |                                  | Sí                               |                                  |                                  |
| AFC                                    | Australia                              |                                  | Sí                               |                                  |                                  |
| AFC                                    | Bangladés                              |                                  | Sí                               |                                  |                                  |
| AFC                                    | Baréin                                 |                                  | Sí                               |                                  |                                  |
| AFC                                    | Birmania                               |                                  | Sí                               |                                  |                                  |
| AFC                                    | Bután                                  |                                  | Sí                               |                                  |                                  |
| AFC                                    | Brunéi                                 |                                  | Sí                               |                                  |                                  |
| AFC                                    | Camboya                                |                                  | Sí                               |                                  |                                  |
| AFC                                    | China                                  | Sí                               |                                  |                                  |                                  |
| AFC                                    | China Taipéi                           |                                  | Sí                               |                                  |                                  |
| AFC                                    | Corea del Norte                        |                                  | Sí                               |                                  |                                  |
| AFC                                    | Corea del Sur                          | Sí                               |                                  |                                  |                                  |
| AFC                                    | Emiratos Árabes Unidos                 |                                  | Sí                               |                                  |                                  |
| AFC                                    | Filipinas                              |                                  |                                  |                                  | No                               |
| AFC                                    | Guam                                   | Sí                               |                                  |                                  |                                  |
| AFC                                    | Hong Kong                              |                                  | Sí                               |                                  |                                  |
| AFC                                    | India                                  |                                  | Sí                               |                                  |                                  |
| AFC                                    | Indonesia                              |                                  | Sí                               |                                  |                                  |
| AFC                                    | Irán                                   |                                  | Sí                               |                                  |                                  |
| AFC                                    | Irak                                   |                                  | Sí                               |                                  |                                  |
| AFC                                    | Japón                                  |                                  | Sí                               |                                  |                                  |
| AFC                                    | Jordania                               | Sí                               |                                  |                                  |                                  |
| AFC                                    | Kirguistán                             |                                  | Sí                               |                                  |                                  |
| AFC                                    | Kuwait                                 |                                  | Sí                               |                                  |                                  |
| AFC                                    | Laos                                   |                                  | Sí                               |                                  |                                  |
| AFC                                    | Líbano                                 |                                  | Sí                               |                                  |                                  |
| AFC                                    | Macao                                  | Sí                               |                                  |                                  |                                  |
| AFC                                    | Malasia                                |                                  | Sí                               |                                  |                                  |
| AFC                                    | Maldivas                               |                                  | Sí                               |                                  |                                  |
| AFC                                    | Mongolia                               |                                  | Sí                               |                                  |                                  |
| AFC                                    | Nepal                                  |                                  | Sí                               |                                  |                                  |
| AFC                                    | Omán                                   |                                  | Sí                               |                                  |                                  |
| AFC                                    | Pakistán                               |                                  | Sí                               |                                  |                                  |
| AFC                                    | Palestina                              |                                  | Sí                               |                                  |                                  |
| AFC                                    | Catar                                  |                                  | Sí                               |                                  |                                  |
| AFC                                    | Singapur                               |                                  | Sí                               |                                  |                                  |
| AFC                                    | Sri Lanka                              |                                  | Sí                               |                                  |                                  |
| AFC                                    | Siria                                  |                                  | Sí                               |                                  |                                  |
| AFC                                    | Tayikistán                             |                                  | Sí                               |                                  |                                  |
| AFC                                    | Tailandia                              |                                  | Sí                               |                                  |                                  |
| AFC                                    | Timor Oriental                         |                                  | Sí                               |                                  |                                  |
| AFC                                    | Turkmenistán                           |                                  | Sí                               |                                  |                                  |
| AFC                                    | Uzbekistán                             |                                  | Sí                               |                                  |                                  |
| AFC                                    | Vietnam                                |                                  | Sí                               |                                  |                                  |
| AFC                                    | Yemen                                  |                                  | Sí                               |                                  |                                  |
| Subtotal de AFC: 45 votos válidos      | Subtotal de AFC: 45 votos válidos      | 5                                | 40                               | 0                                | 1                                |
| CAF                                    |                                        |                                  |                                  |                                  |                                  |
| Angola                                 |                                        | Sí                               |                                  |                                  |                                  |
| Argelia                                |                                        | Sí                               |                                  |                                  |                                  |
| Benín                                  | Sí                                     |                                  |                                  |                                  |                                  |
| Botsuana                               | Sí                                     |                                  |                                  |                                  |                                  |
| Burkina Faso                           |                                        | Sí                               |                                  |                                  |                                  |
| Burundi                                |                                        | Sí                               |                                  |                                  |                                  |
| Cabo Verde                             |                                        | Sí                               |                                  |                                  |                                  |
| Camerún                                |                                        | Sí                               |                                  |                                  |                                  |
| Chad                                   | Sí                                     |                                  |                                  |                                  |                                  |
| Comoras                                | Sí                                     |                                  |                                  |                                  |                                  |
| República del Congo                    |                                        | Sí                               |                                  |                                  |                                  |
| Costa de Marfil                        |                                        | Sí                               |                                  |                                  |                                  |
| Egipto                                 |                                        | Sí                               |                                  |                                  |                                  |
| Eritrea                                |                                        | Sí                               |                                  |                                  |                                  |
| Esuatini                               |                                        | Sí                               |                                  |                                  |                                  |
| Etiopía                                |                                        | Sí                               |                                  |                                  |                                  |
| Gabón                                  |                                        | Sí                               |                                  |                                  |                                  |
| Gambia                                 |                                        | Sí                               |                                  |                                  |                                  |
| Ghana                                  |                                        | Sí                               |                                  |                                  |                                  |
| Guinea                                 |                                        | Sí                               |                                  |                                  |                                  |
| Guinea-Bisáu                           |                                        | Sí                               |                                  |                                  |                                  |
| Guinea Ecuatorial                      |                                        | Sí                               |                                  |                                  |                                  |
| Kenia                                  |                                        | Sí                               |                                  |                                  |                                  |
| Lesoto                                 | Sí                                     |                                  |                                  |                                  |                                  |
| Liberia                                |                                        | Sí                               |                                  |                                  |                                  |
| Libia                                  |                                        |                                  |                                  | No                               |                                  |
| Madagascar                             |                                        | Sí                               |                                  |                                  |                                  |
| Malaui                                 |                                        | Sí                               |                                  |                                  |                                  |
| Mali                                   |                                        | Sí                               |                                  |                                  |                                  |
| Marruecos                              |                                        | Sí                               |                                  |                                  |                                  |
| Mauritania                             |                                        | Sí                               |                                  |                                  |                                  |
| Mauricio                               |                                        | Sí                               |                                  |                                  |                                  |
| Mozambique                             |                                        | Sí                               |                                  |                                  |                                  |
| Namibia                                |                                        |                                  | Parcial                          |                                  |                                  |
| Níger                                  |                                        | Sí                               |                                  |                                  |                                  |
| Nigeria                                |                                        |                                  | Parcial                          |                                  |                                  |
| República Centroafricana               |                                        | Sí                               |                                  |                                  |                                  |
| Rep. Democrática del Congo             | Sí                                     |                                  |                                  |                                  |                                  |
| Ruanda                                 |                                        | Sí                               |                                  |                                  |                                  |
| Santo Tomé y Príncipe                  |                                        | Sí                               |                                  |                                  |                                  |
| Senegal                                |                                        | Sí                               |                                  |                                  |                                  |
| Seychelles                             |                                        | Sí                               |                                  |                                  |                                  |
| Sierra Leona                           |                                        | Sí                               |                                  |                                  |                                  |
| Somalia                                |                                        | Sí                               |                                  |                                  |                                  |
| Sudáfrica                              |                                        | Sí                               |                                  |                                  |                                  |
| Sudán                                  |                                        |                                  | Parcial                          |                                  |                                  |
| Sudán del Sur                          |                                        | Sí                               |                                  |                                  |                                  |
| Tanzania                               |                                        | Sí                               |                                  |                                  |                                  |
| Togo                                   |                                        |                                  | Parcial                          |                                  |                                  |
| Túnez                                  |                                        | Sí                               |                                  |                                  |                                  |
| Uganda                                 |                                        | Sí                               |                                  |                                  |                                  |
| Yibuti                                 |                                        | Sí                               |                                  |                                  |                                  |
| Zambia                                 |                                        | Sí                               |                                  |                                  |                                  |
| Zimbabue                               |                                        | Sí                               |                                  |                                  |                                  |
| Subtotal de CAF: 49 votos válidos      | Subtotal de CAF: 49 votos válidos      | 6                                | 43                               | 4                                | 1                                |
| Concacaf                               |                                        |                                  |                                  |                                  |                                  |
| Anguila                                | Sí                                     |                                  |                                  |                                  |                                  |
| Antigua y Barbuda                      |                                        | Sí                               |                                  |                                  |                                  |
| Aruba                                  | Sí                                     |                                  |                                  |                                  |                                  |
| Bahamas                                | Sí                                     |                                  |                                  |                                  |                                  |
| Barbados                               | Sí                                     |                                  |                                  |                                  |                                  |
| Belice                                 |                                        | Sí                               |                                  |                                  |                                  |
| Bermudas                               |                                        | Sí                               |                                  |                                  |                                  |
| Canadá                                 |                                        | Sí                               |                                  |                                  |                                  |
| Costa Rica                             |                                        |                                  | Parcial                          |                                  |                                  |
| Cuba                                   |                                        | Sí                               |                                  |                                  |                                  |
| Curazao                                |                                        |                                  | Parcial                          |                                  |                                  |
| Dominica                               | Sí                                     |                                  |                                  |                                  |                                  |
| El Salvador                            |                                        | Sí                               |                                  |                                  |                                  |
| Estados Unidos                         |                                        | Sí                               |                                  |                                  |                                  |
| Granada                                | Sí                                     |                                  |                                  |                                  |                                  |
| Guatemala                              | Sí                                     |                                  |                                  |                                  |                                  |
| Guyana                                 |                                        | Sí                               |                                  |                                  |                                  |
| Haití                                  |                                        | Sí                               |                                  |                                  |                                  |
| Honduras                               |                                        | Sí                               |                                  |                                  |                                  |
| Islas Caimán                           | Sí                                     |                                  |                                  |                                  |                                  |
| Islas Turcas y Caicos                  | Sí                                     |                                  |                                  |                                  |                                  |
| Islas Vírgenes Británicas              | Sí                                     |                                  |                                  |                                  |                                  |
| Islas Vírgenes Estadounidenses         |                                        | Sí                               |                                  |                                  |                                  |
| Jamaica                                | Sí                                     |                                  |                                  |                                  |                                  |
| México                                 |                                        | Sí                               |                                  |                                  |                                  |
| Montserrat                             |                                        | Sí                               |                                  |                                  |                                  |
| Nicaragua                              |                                        | Sí                               |                                  |                                  |                                  |
| Panamá                                 |                                        | Sí                               |                                  |                                  |                                  |
| Puerto Rico                            |                                        | Sí                               |                                  |                                  |                                  |
| República Dominicana                   |                                        |                                  | Parcial                          |                                  |                                  |
| San Cristóbal y Nieves                 | Sí                                     |                                  |                                  |                                  |                                  |
| Santa Lucía                            |                                        | Sí                               |                                  |                                  |                                  |
| San Vicente y las Granadinas           | Sí                                     |                                  |                                  |                                  |                                  |
| Surinam                                | Sí                                     |                                  |                                  |                                  |                                  |
| Trinidad y Tobago                      | Sí                                     |                                  |                                  |                                  |                                  |
| Subtotal de Concacaf: 32 votos válidos | Subtotal de Concacaf: 32 votos válidos | 15                               | 17                               | 3                                | 0                                |
| Conmebol                               |                                        |                                  |                                  |                                  |                                  |
| Argentina                              |                                        | Sí                               |                                  |                                  |                                  |
| Bolivia                                |                                        | Sí                               |                                  |                                  |                                  |
| Chile                                  |                                        | Sí                               |                                  |                                  |                                  |
| Colombia                               |                                        | Sí                               |                                  |                                  |                                  |
| Ecuador                                |                                        | Sí                               |                                  |                                  |                                  |
| Paraguay                               |                                        | Sí                               |                                  |                                  |                                  |
| Perú                                   |                                        | Sí                               |                                  |                                  |                                  |
| Uruguay                                |                                        | Sí                               |                                  |                                  |                                  |
| Venezuela                              |                                        | Sí                               |                                  |                                  |                                  |
| Subtotal de Conmebol: 9 votos válidos  | Subtotal de Conmebol: 9 votos válidos  | 0                                | 9                                | 0                                | 0                                |
| OFC                                    |                                        |                                  |                                  |                                  |                                  |
| Fiyi                                   |                                        | Sí                               |                                  |                                  |                                  |
| Islas Cook                             | Sí                                     |                                  |                                  |                                  |                                  |
| Islas Salomón                          |                                        | Sí                               |                                  |                                  |                                  |
| Nueva Caledonia                        |                                        | Sí                               |                                  |                                  |                                  |
| Nueva Zelanda                          | Sí                                     |                                  |                                  |                                  |                                  |
| Papúa Nueva Guinea                     |                                        | Sí                               |                                  |                                  |                                  |
| Samoa                                  |                                        | Sí                               |                                  |                                  |                                  |
| Samoa Estadounidense                   |                                        | Sí                               |                                  |                                  |                                  |
| Tahití                                 |                                        | Sí                               |                                  |                                  |                                  |
| Tonga                                  |                                        | Sí                               |                                  |                                  |                                  |
| Vanuatu                                |                                        | Sí                               |                                  |                                  |                                  |
| Subtotal de OFC: 11 votos válidos      | Subtotal de OFC: 11 votos válidos      | 2                                | 9                                | 0                                | 0                                |
| UEFA                                   |                                        |                                  |                                  |                                  |                                  |
| Albania                                | Sí                                     |                                  |                                  |                                  |                                  |
| Andorra                                | Sí                                     |                                  |                                  |                                  |                                  |
| Armenia                                | Sí                                     |                                  |                                  |                                  |                                  |
| Austria                                | Sí                                     |                                  |                                  |                                  |                                  |
| Azerbaiyán                             | Sí                                     |                                  |                                  |                                  |                                  |
| Bielorrusia                            | Sí                                     |                                  |                                  |                                  |                                  |
| Bosnia y Herzegovina                   | Sí                                     |                                  |                                  |                                  |                                  |
| Bulgaria                               | Sí                                     |                                  |                                  |                                  |                                  |
| Chipre                                 | Sí                                     |                                  |                                  |                                  |                                  |
| Croacia                                | Sí                                     |                                  |                                  |                                  |                                  |
| Dinamarca                              | Sí                                     |                                  |                                  |                                  |                                  |
| Escocia                                | Sí                                     |                                  |                                  |                                  |                                  |
| Eslovaquia                             | Sí                                     |                                  |                                  |                                  |                                  |
| Eslovenia                              | Sí                                     |                                  |                                  |                                  |                                  |
| España                                 | Sí                                     |                                  |                                  |                                  |                                  |
| Estonia                                | Sí                                     |                                  |                                  |                                  |                                  |
| Finlandia                              | Sí                                     |                                  |                                  |                                  |                                  |
| Francia                                | Sí                                     |                                  |                                  |                                  |                                  |
| Gales                                  | Sí                                     |                                  |                                  |                                  |                                  |
| Georgia                                | Sí                                     |                                  |                                  |                                  |                                  |
| Gibraltar                              | Sí                                     |                                  |                                  |                                  |                                  |
| Grecia                                 | Sí                                     |                                  |                                  |                                  |                                  |
| Hungría                                | Sí                                     |                                  |                                  |                                  |                                  |
| Inglaterra                             | Sí                                     |                                  |                                  |                                  |                                  |
| Irlanda                                | Sí                                     |                                  |                                  |                                  |                                  |
| Irlanda del Norte                      | Sí                                     |                                  |                                  |                                  |                                  |
| Islandia                               | Sí                                     |                                  |                                  |                                  |                                  |
| Islas Feroe                            | Sí                                     |                                  |                                  |                                  |                                  |
| Israel                                 | Sí                                     |                                  |                                  |                                  |                                  |
| Italia                                 | Sí                                     |                                  |                                  |                                  |                                  |
| Kazajistán                             | Sí                                     |                                  |                                  |                                  |                                  |
| Kosovo                                 | Sí                                     |                                  |                                  |                                  |                                  |
| Letonia                                | Sí                                     |                                  |                                  |                                  |                                  |
| Liechtenstein                          | Sí                                     |                                  |                                  |                                  |                                  |
| Lituania                               | Sí                                     |                                  |                                  |                                  |                                  |
| Luxemburgo                             | Sí                                     |                                  |                                  |                                  |                                  |
| Macedonia del Norte                    | Sí                                     |                                  |                                  |                                  |                                  |
| Malta                                  | Sí                                     |                                  |                                  |                                  |                                  |
| Moldavia                               | Sí                                     |                                  |                                  |                                  |                                  |
| Montenegro                             | Sí                                     |                                  |                                  |                                  |                                  |
| Noruega                                |                                        |                                  |                                  | No                               |                                  |
| Polonia                                | Sí                                     |                                  |                                  |                                  |                                  |
| Portugal                               | Sí                                     |                                  |                                  |                                  |                                  |
| República Checa                        | Sí                                     |                                  |                                  |                                  |                                  |
| Rumania                                | Sí                                     |                                  |                                  |                                  |                                  |
| Rusia                                  |                                        | Sí                               |                                  |                                  |                                  |
| San Marino                             | Sí                                     |                                  |                                  |                                  |                                  |
| Serbia                                 | Sí                                     |                                  |                                  |                                  |                                  |
| Suecia                                 | Sí                                     |                                  |                                  |                                  |                                  |
| Suiza                                  | Sí                                     |                                  |                                  |                                  |                                  |
| Turquía                                | Sí                                     |                                  |                                  |                                  |                                  |
| Ucrania                                | Sí                                     |                                  |                                  |                                  |                                  |
| Subtotal de UEFA: 51 votos válidos     | Subtotal de UEFA: 51 votos válidos     | 50                               | 1                                | 0                                | 1                                |
| Total:                                 | Total:                                 | 78                               | 119                              | 7                                | 3                                |

## Organización

### Sedes
El próximo Mundial femenino, programado para celebrarse en Brasil en 2027, utilizará ocho estadios que fueron modernizados o construidos originalmente para el Mundial de 2014. El Maracaná será el estadio principal, albergando el partido inaugural el 24 de junio y la final el 25 de julio, según el proyecto presentado a la FIFA.
El Maracaná será uno de los estadios más frecuentados del torneo. Además de albergar los partidos de apertura y clausura del Mundial, en Río se jugarán otros cuatro partidos de la fase de grupos, un partido de octavos de final y un partido de cuartos de final.
Dos estadios más acogerán ocho partidos cada uno. El Mané Garrincha en Brasilia verá cinco partidos de la fase de grupos, un partido de octavos de final, uno de cuartos de final y una semifinal. En el Mineirão de Belo Horizonte se jugarán cinco partidos de la primera fase, uno de octavos de final, uno de cuartos de final y el partido por el tercer lugar.
Sin embargo, esta vez todos los estadios tendrán una capacidad reducida en comparación con su capacidad total. El estadio con menor reducción será el Maracaná, que pasará de 73 139 a 72 689 espectadores. Solo otros dos estadios tendrán una capacidad superior a 40 mil espectadores: el Neo Química Arena (de 47 252 a 46 156) y el Mané Garrincha (de 69 910 a 44 099). Según el Comité Organizador, existe la posibilidad de aumentar la capacidad prevista en todos los estadios según la demanda de entradas.
| Brasil                                                                                  | Brasil            | Brasil            | Brasil             |
| Belo Horizonte                                                                          | Brasilia          | Fortaleza         | Porto Alegre       |
| --------------------------------------------------------------------------------------- | ----------------- | ----------------- | ------------------ |
| Minas Gerais                                                                            | Distrito Federal  | Ceará             | Río Grande del Sur |
| Estadio Mineirão                                                                        | Estadio Nacional  | Estadio Castelão  | Estadio Beira-Rio  |
| Capacidad: 27 653                                                                       | Capacidad: 44 009 | Capacidad: 24 254 | Capacidad: 27 734  |
|                                                                                         |                   |                   |                    |
| Belo Horizonte Brasilia Fortaleza Porto Alegre Recife Río de Janeiro Salvador São Paulo |                   |                   |                    |
| Recife (São Lourenço da Mata)                                                           | Río de Janeiro    | Salvador          | São Paulo          |
| Pernambuco                                                                              | Río de Janeiro    | Bahía             | São Paulo          |
| Arena Pernambuco                                                                        | Estadio Maracanã  | Arena Fonte Nova  | Neo Quimica Arena  |
| Capacidad: 22 286                                                                       | Capacidad: 72 689 | Capacidad: 38 733 | Capacidad: 46 156  |
|                                                                                         |                   |                   |                    |

## Formato
La Copa Mundial Femenina se inicia con una fase de grupos que consta de ocho grupos de cuatro equipos, con los dos mejores equipos avanzando de cada grupo a un torneo eliminatorio que comienza con una ronda de 16 equipos. El número de partidos jugados en total es de 64. El torneo replicará el formato de la Copa Mundial Femenina de Fútbol de 2023.

## Equipos participantes
En cursiva los equipos debutantes.
| Confederación | Confederación | Confederación | Confederación | Confederación | Confederación |
| ------------- | ------------- | ------------- | ------------- | ------------- | ------------- |
| AFC           | CAF           | Concacaf      | Conmebol      | OFC           | UEFA          |

| Equipos participantes | Equipos participantes | Equipos participantes | Equipos participantes |
| --------------------- | --------------------- | --------------------- | --------------------- |
| Brasil                |                       |                       |                       |
|                       |                       |                       |                       |
|                       |                       |                       |                       |
|                       |                       |                       |                       |
|                       |                       |                       |                       |
|                       |                       |                       |                       |
|                       |                       |                       |                       |
|                       |                       |                       |                       |

## Derechos de transmisión
- Paramount+, Network 10[11]
- TV Globo, SporTV, Globoplay
- Netflix[12]